# آفرین لاهوری
آفرین لاهوری مشهور به شاه ‎فقیرالله از شاعران پاکستانی قرن دوازدهم قمری بود. وی سه مثنوی به نام راز و نیاز، انبان معرفت، ابجد فکر و تعدادی قصیده و غزل نوشته که در مجموع با عنوان کلیات آفرین گردآوری شده است.  بیشتر اشعار او دینی و مذهبی هستند.

## زندگینامه
آفرین لاهوری در حدود ۱۰۷۰ (قمری) در لاهور متولد شد. او در نوجوانی، به شعر فارسی علاقه بسیاری نشان داد و بسیاری از اشعار شاعران بزرگ را حفظ می‌کرد. او در سال ۱۱۵۴ قمری در لاهور درگذشت و در خانه‌اش به خاک سپرده شد. آفرین لاهوری در مجالس ادبی شرکت می‌کرد و به دلیل مقام بالایش در صدر می‌نشست.  